# Antonio Paglia
Antonio Paglia (Brescia, Itálie, 1680 – Brescia, 1747) byl italský malíř.

## Biografie
Datum narození není zcela jasné vzhledem k tomu, že v dokumentech objevených v roce 1964 Camillem Bosellim v archivu kostela svatého Jana, kolísá mezi roky 1680 a 1685. Avšak z těchto dvou je běžně uváděn ten první. Také úmrtní list s rokem 1747 byl objeven Bosellim za stejných okolností. Byl pokřtěn jménem Carlo Antonio, zřídka užívaným.
Antonio je syn proslulého Francesca Paglii, spisovatele a jednoho z nejvýraznějších představitelů barokního malířství v Brescii a vyučil se malířskému umění v dílně svého otce spolu s bratrem Angelem. Právě s bratrem, což ještě není zcela prozkoumáno, určitě úzce spolupracoval po mnoho let; první dílo Antoniem signované a datované je z roku 1710, kdy už bylo malíři třicet let. Stejně tak chybí jeho jméno v průvodci o umění v Brescii od Giulia Antonia Averoldiho Giardino della Pittura (Zahrada malířství) z roku 1700, a překvapivě i jméno jeho otce v posledním vydání datovaného do let 1708-13. Antonio, stejně jako bratr Angelo, jsou uvedeni poprvé ve vydání Giardino v souvislosti s brescianským teritoriem z let 1692-94, ale jedná se asi o následné úpravy textu provedené Francescem, nebo samotnými syny, aby rukopis aktualizovali.
Od roku 1710, jak bylo řečeno, se objevila první signovaná díla, kterých během několika málo let skokově přibylo, zvláště v oblasti, kde pracuje. Což může být způsobeno faktem, že když ve městě působila otcova dílna, bylo nutné uvádět v Brescii jeho jméno při obchodních transakcích. Giovanni Battista Carboni (1776) uvádí, že po smrti Francesca v roce 1714 se Antonio vydal do Benátek do školy Bastiana Ricciho, aby se odtrhl od rodiny a města, a aby se už skoro čtyřicetiletý stal součástí skutečného uměleckého života tehdejších Benátek.
Není známo, na jak dlouho se protáhl jeho pobyt v Benátkách, ale rovněž podle Carboniho se odtamtud vrátil poučen a dokonce s několika mistrovými díly (alcuni Modelli), kterých se vždy držel. Vzhledem k tomu, že poslední dílo v Brescii, které vytvořil jako mladý, Odsouzení svatého Jakuba ve farním kostele v Ospitalettu, je datováno 1718, a prvním, které vykazuje nové vlivy je Svatý Jan z roku 1726 vytvořený pro kostel Svaté Marie milosrdné v Brescii, je benátský pobyt vymezen těmito dvěma daty.
Úcty a uznání ze strany klientů se Pagliovi dostává mezi lety 1726 a 1727, kdy je malíř ve farním kostele v Chiari pověřen vytvořením celého cyklu fresek a pláten. Následně se Antonio podle Carboniho učil u sochaře Antonia Calegariho tvořit malé oblečené hliněné modely, které následně nasvítí, čímž jeho díla získávají „velkou dávku jasu a šera“ (una gran massa di chiaro e scuro). Malíř se mohl naučit u sochaře také využití zubaté drapérie s hlubokými a živými stíny, které charakterizují jeho styl zhruba od roku 1730. Antonio se stal velkým obdivovatelem Francesca Bassana, protože podle něj dělá kopie „které ty, kteří nebyli dostatečně zkušení, dokázaly oklamat“. Carboni také tvrdí, že Antonio se „těšil napodobováním antických a speciálně Bassaniových maleb“, což se zdá být potvrzeno existencí několika kopií s ním spojovaných. Malíř zemřel 9. února 1747, zavražděn svým zrádným sluhou.

## Styl a dílo
Jeho vzdělání souviselo určitě s otcem, jehož styl napodobuje v dílech z mládí natolik, že je někdy nemožné odlišit práci jeho rukou, což také svědčí o úzké spolupráci. Zvláštní význam v této fázi má malá Madona se stehlíkem z kostela v Lepranu di Serina, datovaná 1704 a připisovaná Antoniovi da Pagnoni, a především Sv. Kajetán z Thiene, který uzdravuje paralytika ve Sv. Kajetánovi v Brescii, signovaný a datovaný 1705. Z těchto let jsou oltář ve Sv. Biagiovi v Rivoltelle di Desenzano, oltář oratoře sv. Františka v Basse di Sotto, u Calvagese della Riviera a dvě plátna s antonínským námětem v Gazzolu di Lumezzane (1710) a ve Sv. Marii v Calcheře v Brescii. Antonio interpretuje otcovo umění, ale povrch jeho malířských děl je hustší a lesklejší; toto je zřejmé u Umučení sv. Jakuba ve farním kostele v Ospitalettu, podepsaném a datovaném 1711, a v Neposkvrněném početí v sakristii farního kostela v Rovatu, signovaném (a datovaném Anellim do roku 1712).
První Antoniova známá díla rozhodně napodobují ta otcova, z nichž přebírají elegantní formy a šedé tóny typické pro nečekané osvětlení. Následkem toho nenabízejí novátorské prvky nebo jakkoli nové ve srovnání s těmi naučenými v otcově dílně. Nový malířův styl se objevuje náhle po přínosném benátském pobytu; ve Svatém Janovi z roku 1726 je charakterizován barevností ve světlých tónech, zatímco tahy štětcem jsou svobodnější a uvolněnější. To vše je výsledkem jasné inspirace benátským malířstvím osmnáctého století, jehož základy získal Antonio Paglia v Ricciho dílně.
Dvacátá léta byla nejšťastnějším obdobím umělcova života z hlediska tvorby, jeho paleta se projasňuje a barvy jsou na větší ploše, tekuté a zářící, což ho spojuje se soudobou malbou Simona Brentany. Ne náhodou je posledně jmenovanému připisována Madona se stehlíkem, uchovávaná ve Fondazione Magnani Rocca di Mamiano v Traversetolu, než byla přiznána Bresciarovi. Do třetího desetiletí spadají plátna vysoké kvality: ve Sv. Marii delle Grazie v Brescii, v sále kanovníků v dómě Nuovo, v Cogozzu di Benizzole (1723), oltář kostela Nanebevzetí ve Volcianu (1725), Křest sv. Justýny v Capriolu, Svatý Jan Evangenlista v Sv. Marii milosrdné v Brescii a Madona se svatými Karlem Borromejským, opatem Antonínem a Antonínem Paduánským farního kostela v Mura di Savallo, datovaný do roku 1726 a signovaný nezkráceně křestním jménem z úcty k zobrazeným svatým.
Mezi lety 1727 a 1735 byl Paglia zaměstnán výzdobou S. Maria Maggiore v Chiari, jedním z největších malířských souborů. Tento cyklus pláten určených pro kaple sv. Bartoloměje, sv. Františka a anděla strážného, je dobrým příkladem přechodu od zářivých a opalizujících barev třetího desetiletí k houstnoucím stínům a studené tonalitě. Kolem roku 1740 umělcova fantazie slábne a jeho díla se často opakují.
Antoniova umělecká zralost se projevuje v otevřenosti vůči nejmodernějším chromatickým a formálním problémům, z nichž některé se občas řešily v otcově dílně, ale zásadní bylo právě jeho ovlivnění Riccim. Definitivní změna je zahájena až v roce 1740, kdy jsou zobrazované postavy prostší, klidnější a ilustrují také v náboženských obrazech každodennost, která je odvozena ze staleté brescianské tradice počínaje Romaninem a Morettou, a která je uplatňována ještě i u jeho současníků jako Giacoma Cerutiho a Antonia Cifrandiho, jejichž temperamentu a bezprostřednosti ale nikdy nedosáhne.
Antoniem Pagliou končí guercineskiovský (malíř Giovanni Francesco Barbieri, známý pod pseudonymem Il Guercino) proud, zavedený do Brescie jeho otcem, ale místo aby se sloučil s benátským chromatismem, výsledkem čehož by mohlo být originální brescianské malířství, byl jím zcela zadušen.

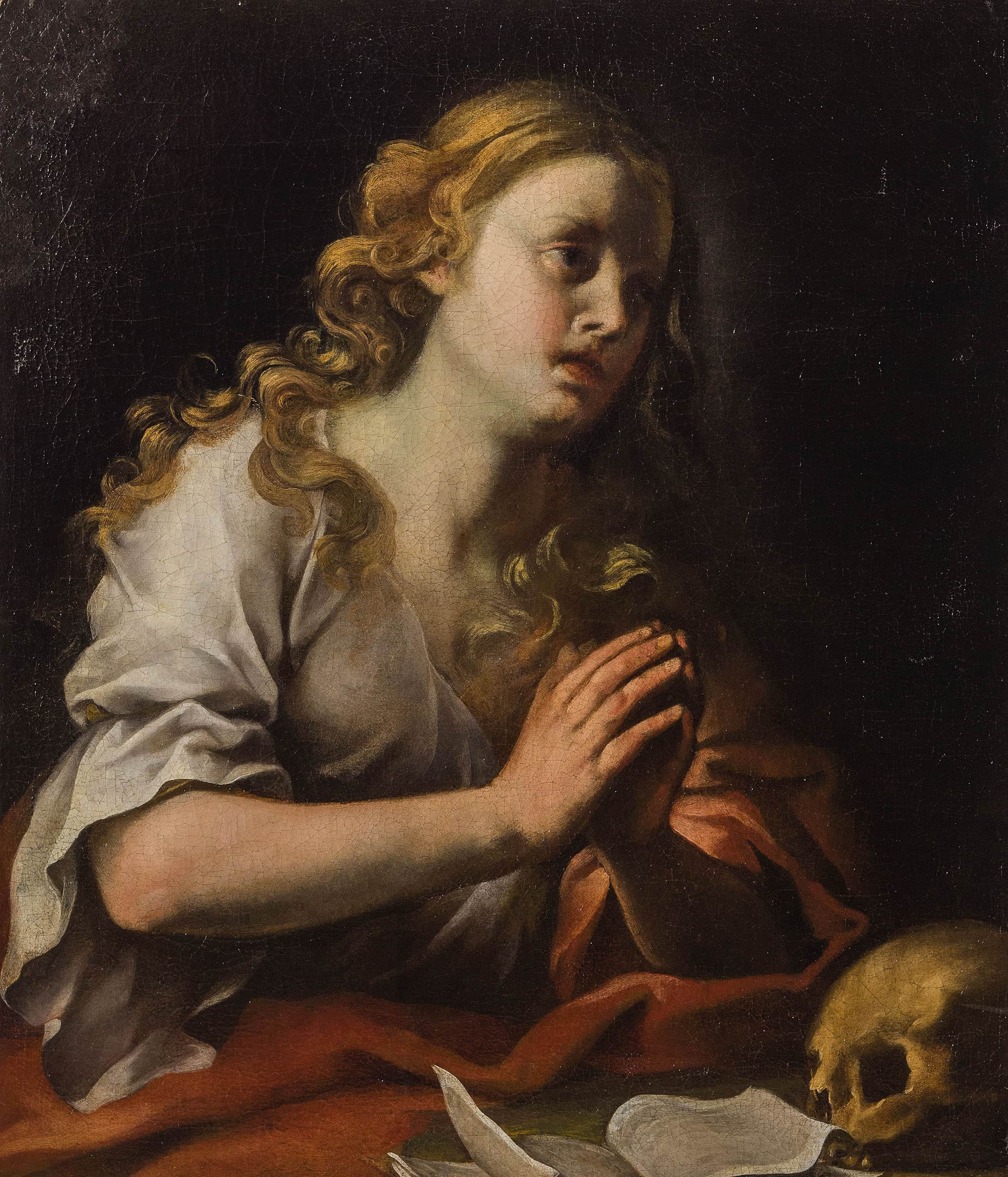
Marie Magdaléna, atribuováno
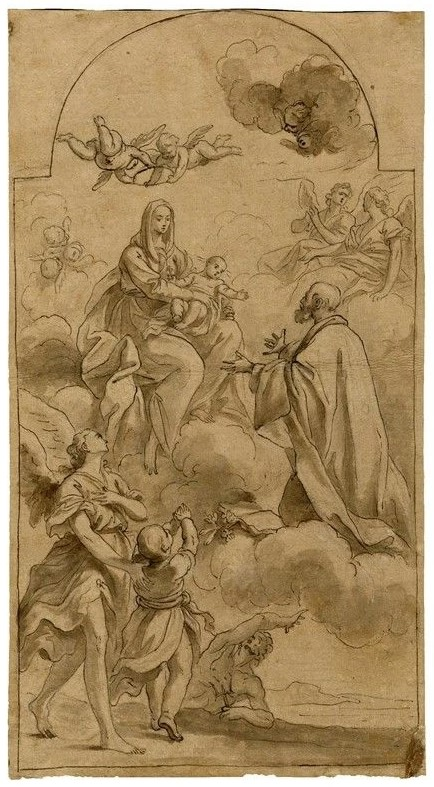
Panna představuje světci své dítě v přítomnosti anděla strážného, kresba
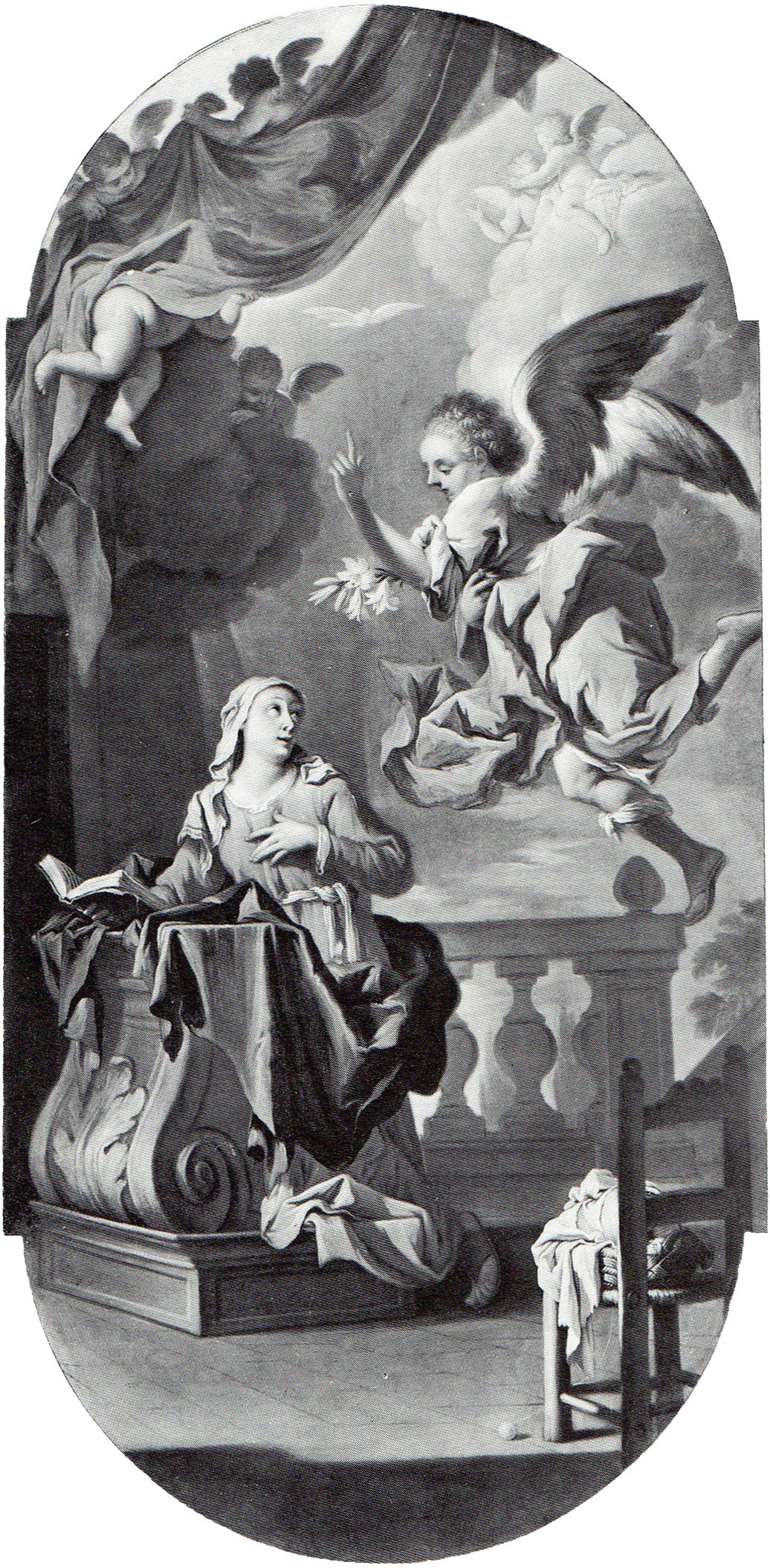
Zvěstování, 1741, kostel San Zeno al Foro, Brescia, Itálie
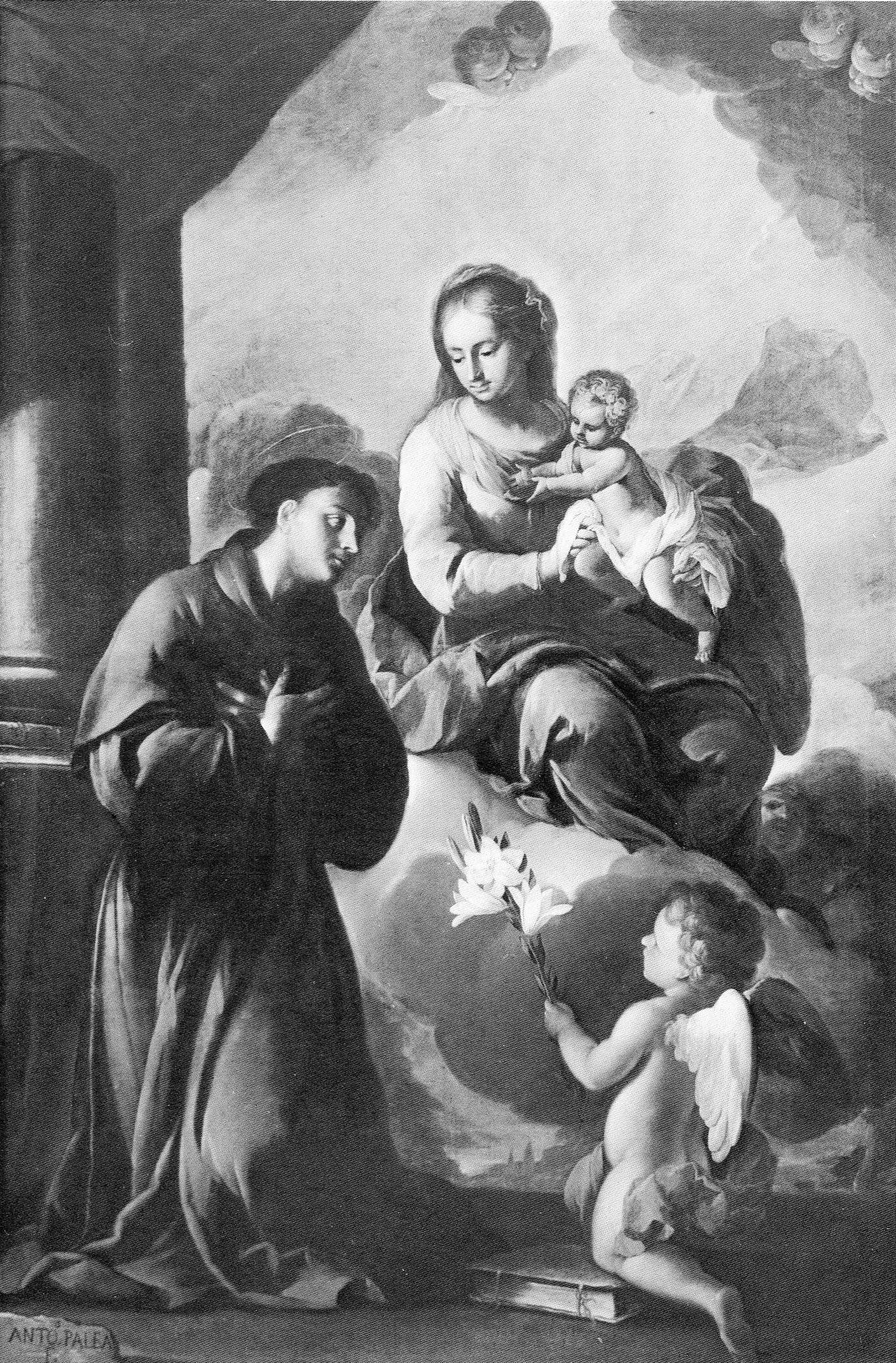
Madona s dítětem se svatým Antonínem Paduánským, 1710, kostel Santa Maria in Calchera, Brescia, Itálie